# Madonna del Granduca
La Madonna del Granduca è un dipinto a olio su tavola (84,4x55,9 cm) di Raffaello, databile al 1504 circa e conservato nella Galleria Palatina a Firenze.

## Storia
Non è nota la provenienza originaria del dipinto, eseguito probabilmente per una destinazione privata dal giovane Raffaello, giunto da poco a Firenze, verso il 1504. Fu acquistata alla fine del Settecento da Ferdinando III di Lorena, granduca di Toscana, su segnalazione del direttore delle Gallerie Fiorentine Tommaso Puccini. Nel 1799 è ricordata per la prima volta con certezza, quando Ferdinando, che era attaccatissimo all'opera tanto da portarla con sé anche in viaggio, se la fece spedire a Vienna, dove era riparato durante l'invasione napoleonica. L'opera ha assunto il suo nome proprio dalla predilezione che Ferdinando III aveva per essa.
Nel 1800 è ricordato un restauro di Vittorio Sampieri e dal 1815 fu sistemata a Palazzo Pitti nell'appartamento granducale, nella camera da letto, e poi in una delle sale affrescate da Pietro da Cortona, dove oggi si trova nella Galleria. Nel 1821 fu trasferita temporaneamente agli Uffizi, dove Luisa Seedler ebbe l'autorizzazione di copiarla. Nel 1830 è di nuovo a Pitti, prima nella camera dell'arciduchessa Maria Luisa, poi in quella della granduchessa Maria Antonia. Negli inventari successivi è ricordata nella Sala di Apollo, nella Sala dell'Educazione di Giove (dal 1829 al 1859) e infine nella Sala di Saturno dalla fine del XIX secolo, dove si trova tutt'oggi.
L'attribuzione a Raffaello non è mai stata messa in dubbio, anzi è una delle più famose Madonne dipinte dal pittore. Si è dibattuto però sull'autografia dello sfondo scuro, che gli studi più recenti sembrano attribuire a un ripensamento dell'artista, assieme ad alcune pennellate scure che modellano il velo e i capelli. Una radiografia ha infatti svelato un diverso fondale originario, con una finestra ad arco sul lato destro e, poco sotto, un gradino o un sedile che attraversava orizzontalmente tutto il dipinto.

## Descrizione e stile
La Madonna è raffigurata in piedi, con la tradizionale veste rossa e il manto azzurro e sembra avanzare verso lo spettatore emergendo dal fondo scuro, con decisa ma dolce monumentalità. Tiene in braccio il Bambin Gesù come a mostrarlo allo spettatore, con un'intima e misurata interazione di gesti tra i due. Perfettamente bilanciati sono i rapporti tra i volumi e la disposizione dei protagonisti, con una lieve rotazione di Maria verso destra a cui corrisponde un gesto analogo e in senso opposto di Gesù. Lo sguardo del Bambino accentua i risvolti sentimentali e devozionali dell'opera, rivolgendosi intensamente verso lo spettatore, invitato così a compartecipare alla sublime corrispondenza amorosa tra madre e figlio.
Il dilatarsi dei pieno di luce e d'ombra, con effetti di avvolgimento atmosferico, dimostra l'influenza dello sfumato di Leonardo da Vinci, che Raffaello ebbe modo di apprezzare nei primissimi anni a Firenze. Altri riferimenti rimandano alle Madonne dei Della Robbia.
L'estrema dolcezza della scena compone un raro equilibrio tra il senso di manifestazione divina e la forte umanizzazione del soggetto.